# Priapulida
Embranchement
Synonymes
- Priapula Théel, 1906

Position phylogénétique
- Protostomia
  - Chaetognatha
  - Lophotrochozoa
  - Ecdysozoa
    - Scalidophora
      - Priapulida
      - Loricifera
      - Kinorhyncha

    - Nematoida
      - Nematoda
      - Nematomorpha

    - Panarthropoda
      - Onychophora
      - Tardigrada
      - Arthropoda

Les Priapulides ou Priapuliens (Priapulida ou Priapula, du grec πριάπος, priāpos 'Priape' + diminutif latin -ul-) sont un embranchement de vers marins possédant une trompe extensible.

## Description et caractéristiques
Leur corps oblong arbore plus ou moins la forme d'un pénis humain, d'où son nom, priapulus, « petit pénis », avec un arrière effilé et à l'avant une bouche d'où peut sortir une trompe épineuse extensible, servant à capter de la nourriture. Chez la plupart des espèces, la partie intérieure de cette trompe comprend 25 rangées longitudinales de petites dents crochetées. La partie supérieure, quant à elle, comporte une armature buccale formée de plusieurs colliers de dents pentagonaux entourant la bouche. Les Priapuliens sont des carnivores actifs qui capturent puis avalent leurs proies en entier. Une espèce se nourrit de détritus.
On en connaît des fossiles datant du Cambrien moyen. Il y aurait 17 espèces décrites. Leur taille varie de  0,5 à 200 mm. Leurs plus proches parents sont probablement les Kinorhyncha et les Loricifera, avec lesquels ils constituent le taxon Scalidophora.

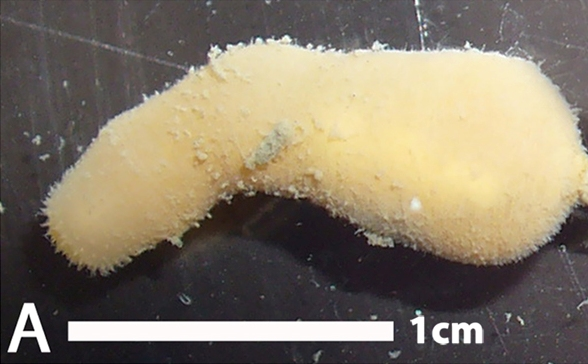
Halicryptus spinulosus
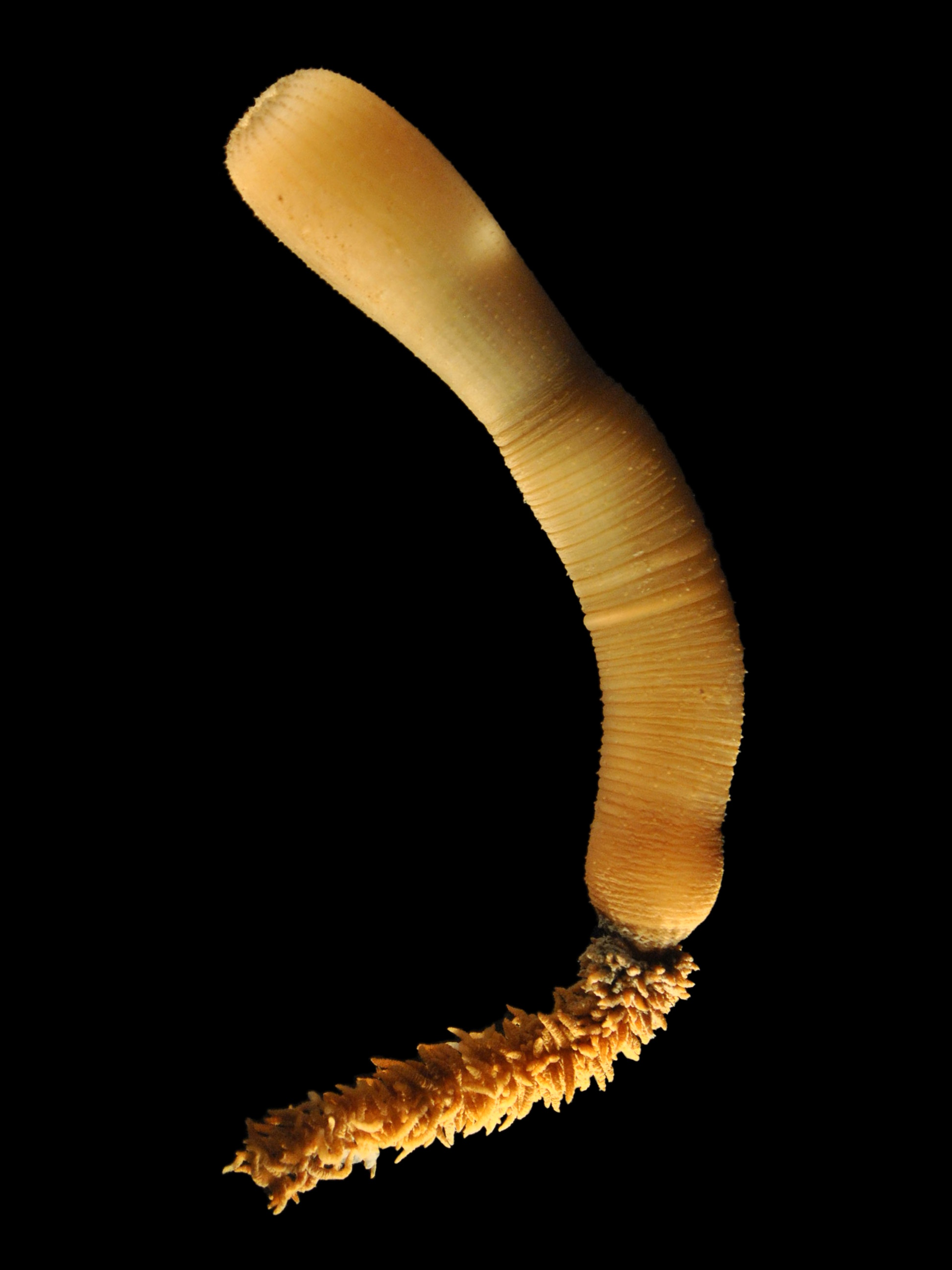
Priapulus caudatus
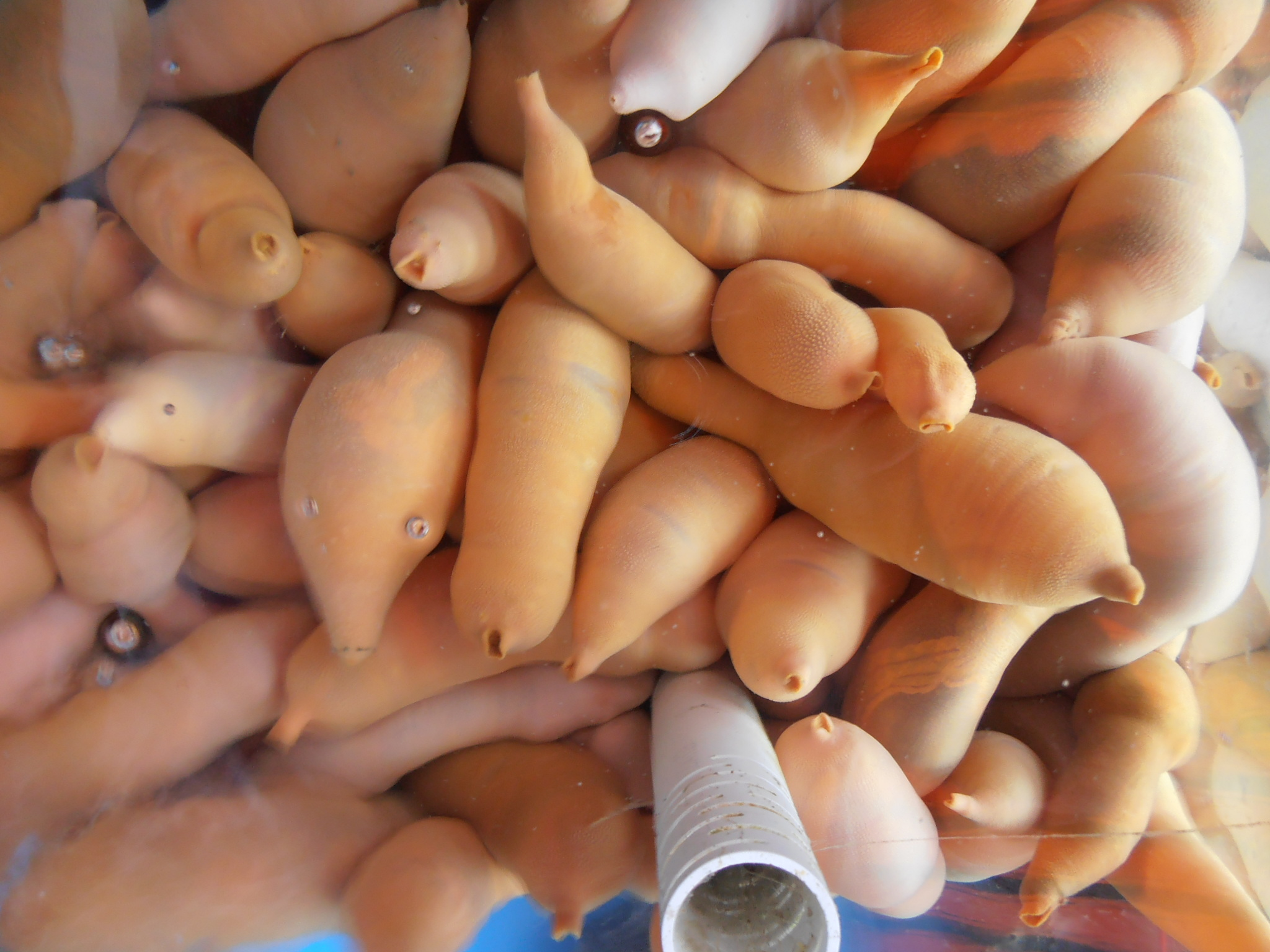
Des vers priapulidés sur un marché en Corée.
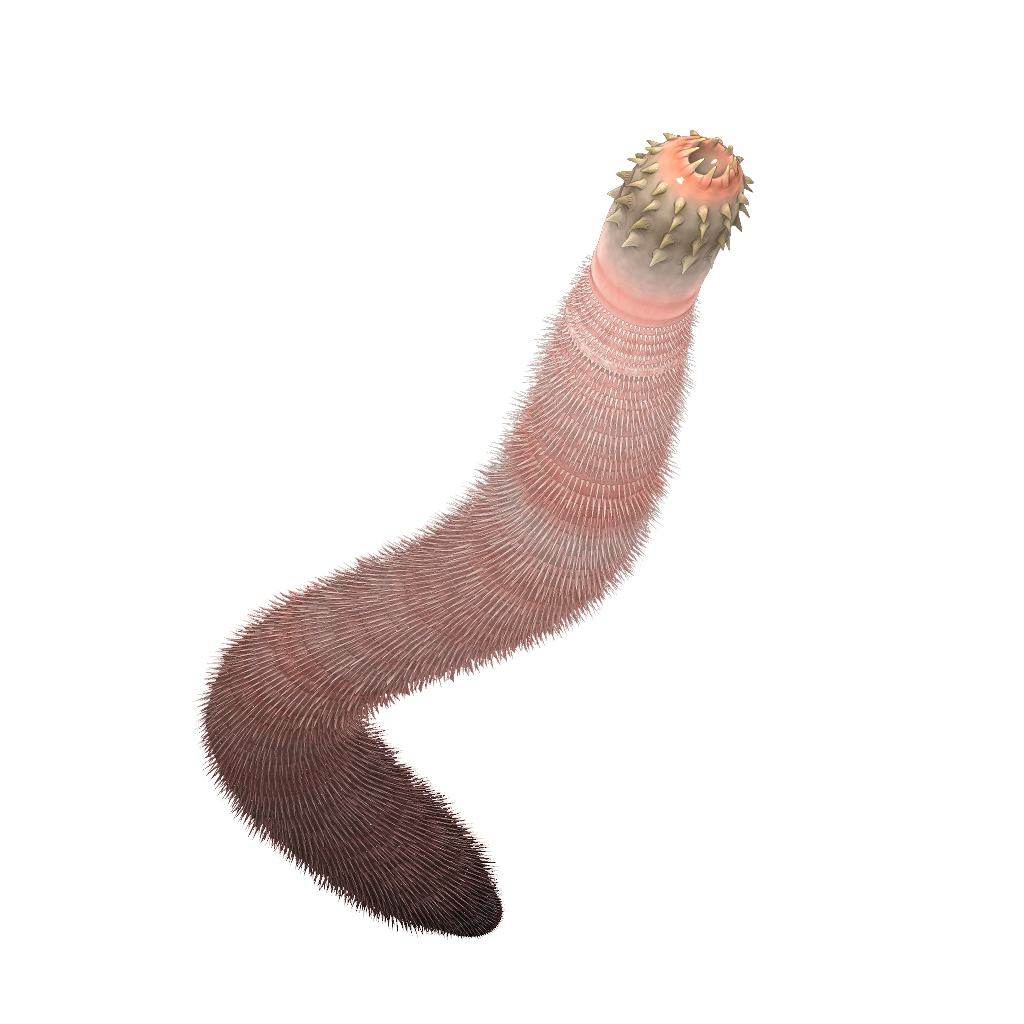
Dessin d'un Ancalagon minor (espèce disparue)

## Classification
Selon World Register of Marine Species (15 avril 2015) :
- famille Chaetostephanidae
- famille Maccabeidae
- famille Priapulidae
- famille Tubiluchidae

Classification alternative comprenant les groupes éteints
- Ottoiomorpha†
  - Ottoiidae†
- Meiopriapulomorpha
  - Tubiluchidae (synonyme Meiopriapulidae)
- Eupriapulida
  - Chaetostephanidae (synonyme Maccabeidae)
  - Selkirkiidae†
  - Halicryptidae
  - Priapulidae

- I.s.
  - Corynetidae†
    - Corynetis† Luo & Hu, 1999

  - Fieldiidae†
    - Fieldia† Walcott, 1912

  - Miskoiidae†
    - Louisella† Walcott, 1911

  - I.s.
    - Ancalagon† Conway Morris, 1977
    - Anningvermis† Huang, Vannier & Chen, 2004
    - Sicyophorus† Luo & Hu, 1999
    - Paraselkirkia† Luo & Hu, 1999

Priapulida ?
- -     - Acosmia† Chen & Zhou, 1997
    - Maotianshania† Sun & Hou, 1987
    - Markuelia† Valkov, 1983
    - Omnidens† Hou, Bergström & Yang, 2006
    - Scolecofurca† Conway Morris, 1977
    - Tabelliscolex† Han, Zhang, Zhang & Shu, 2003